# Климатологическая стандартная норма
Климатологическая стандартная норма или климатическая стандартная норма — климатическая норма, т.е. применяемая в климатологии средняя величина метеорологических элементов, в том числе температуры воздуха, осадков, атмосферного давления, скорости ветра, влажности воздуха и прочих измеряемых параметров атмосферы, вычисленная для однородного и сравнительно длительного периода времени, охватывающего по крайней мере три последовательных десятилетних периода, рассчитанная за актуальный на текущую дату период наблюдений (1991 - 2020), для определенной точки местности, условия метеонаблюдений в которой в период осреднения существенно не менялись.

## Применение
В настоящее время применяются следующие климатологические стандартные нормы — средние климатологические данные, рассчитанные за следующие последовательные 30-летние периоды: с 1 января 1981 г. по 31 декабря 2010 г., с 1 января 1991 г. по 31 декабря 2020 г.
Решением Всемирной метеорологической организации (ВМО) климатические нормы периода 1991—2020 внедряются в практики национальных гидрометеорологических служб. Актуализированные климатические нормы при сравнении с прошлыми базовыми периодами отражают наблюдающееся потепление климата
| Показатель                    | Янв.  | Фев.  | Март  | Апр. | Май  | Июнь | Июль | Авг. | Сен. | Окт.  | Нояб. | Дек.  | Год   |
| ----------------------------- | ----- | ----- | ----- | ---- | ---- | ---- | ---- | ---- | ---- | ----- | ----- | ----- | ----- |
| Абсолютный максимум, °C       | 8,6   | 8,3   | 19,7  | 28,9 | 33,2 | 34,8 | 38,2 | 37,3 | 32,3 | 24    | 16,2  | 9,6   | 38,2  |
| Средний суточный максимум, °C | −3,9  | −3    | 3,0   | 11,7 | 19,0 | 22,4 | 24,7 | 22,7 | 16,4 | 8,9   | 1,6   | −2,3  | 10,1  |
| Средняя температура, °C       | −6,2  | −5,9  | −0,7  | 6,9  | 13,6 | 17,3 | 19,7 | 17,6 | 11,9 | 5,8   | −0,5  | −4,4  | 6,3   |
| Средний суточный минимум, °C  | −8,7  | −8,8  | −4,2  | 2,3  | 8,1  | 12,2 | 14,8 | 13,0 | 8,0  | 3,0   | −2,4  | −6,5  | 2,6   |
| Абсолютный минимум, °C        | −42,1 | −38,2 | −32,4 | −21  | −7,5 | −2,3 | 1,3  | −1,2 | −8,5 | −20,3 | −32,8 | −38,8 | −42,1 |
| Норма осадков, мм             | 53    | 44    | 39    | 37   | 61   | 78   | 84   | 78   | 66   | 70    | 52    | 51    | 713   |
| Источник: Погода и Климат     |       |       |       |      |      |      |      |      |      |       |       |       |       |

## Опорная климатологическая норма
Всемирная метеорологическая организация приняла решение о необходимости расчёта двух климатических норм: климатологической стандартной и опорной. Климатологическая стандартная норма обновляется каждые десять лет, опорная норма охватывает период с 1961 года по 1990 год.